# Dicnemoloma piliferum
Dicnemoloma piliferum là một loài Rêu trong họ Dicranaceae. Loài này được (Broth. & Paris) Broth. mô tả khoa học đầu tiên năm 1924.